# César/Beste Kamera
Der César in der Kategorie Beste Kamera (Meilleure photo) wird seit 1976 verliehen. Die Mitglieder der Académie des Arts et Techniques du Cinéma vergeben ihre Auszeichnungen für die besten Filmproduktionen und Filmschaffenden rückwirkend für das vergangene Kinojahr.
| Statistik                         | Name               | Anzahl | Jahr                                           |
| --------------------------------- | ------------------ | ------ | ---------------------------------------------- |
| Häufigste Auszeichnungen          | Yves Angelo        | 3      | 1990, 1992, 1994                               |
| Häufigste Auszeichnungen          | Thierry Arbogast   | 3      | 1996, 1998, 2004                               |
| Häufigste Auszeichnungen          | Philippe Rousselot | 3      | 1982, 1987, 1995                               |
| Häufigste Nominierungen           | Thierry Arbogast   | 8      | 1991, 1995, 1996, 1997, 1998, 2000, 2001, 2004 |
| Häufigste Nominierungen ohne Sieg | Pierre Aïm         | 3      | 1996, 2004, 2012                               |
| Häufigste Nominierungen ohne Sieg | Patrick Blossier   | 3      | 1988, 2003, 2007                               |
| Häufigste Nominierungen ohne Sieg | Nicolas Bolduc     | 3      | 2020, 2024, 2025                               |
| Häufigste Nominierungen ohne Sieg | Jean-Marie Dreujou | 3      | 1997, 2000, 2005                               |
| Häufigste Nominierungen ohne Sieg | Darius Khondji     | 3      | 1992, 1996, 2013                               |

Die unten aufgeführten Filme werden mit ihrem deutschen Verleihtitel (sofern vorhanden) angegeben, danach folgt in Klammern in kursiver Schrift der französische Originaltitel. Die Nennung des französischen Originaltitels entfällt, wenn deutscher und französischer Filmtitel identisch sind. Die Gewinner stehen hervorgehoben an erster Stelle.

## 1970er-Jahre
1976
Sven Nykvist – Black Moon
- Étienne Becker – Das alte Gewehr (Le vieux fusil)
- Pierre Lhomme – Das Fleisch der Orchidee (La chair de l’orchidée)
- Pierre Lhomme – Die schönen Wilden (Le sauvage)

1977
Bruno Nuytten – Barocco und Unser Weg ist der beste (La meilleure façon de marcher)
- Étienne Becker – Das Spielzeug (Le jouet)
- Étienne Becker – Police Python 357 (Police python 357)
- Gerry Fisher – Monsieur Klein
- Claude Renoir – Dr. med. Françoise Gailland (Docteur Françoise Gailland)
- Claude Renoir – Die getreue Frau (Une femme fidèle)

1978
Raoul Coutard – Der Haudegen (Le Crabe-Tambour)
- Ricardo Aronovich – Providence
- Pierre Lhomme – Süßer Wahn (Dites-lui que je l’aime)
- Andréas Winding – Der Ankläger (L’imprécateur)

1979
Bernard Zitzermann – Molière
- Néstor Almendros – Das grüne Zimmer (La chambre verte)
- Jean Boffety – Eine einfache Geschichte (Une histoire simple)
- Pierre Lhomme – Die letzte Ausgabe (Judith Therpauve)

## 1980er-Jahre
1980
Ghislain Cloquet – Tess
- Néstor Almendros – Perceval le Gallois
- Bruno Nuytten – Die Schwestern Brontë (Les sœeurs Brontë)
- Jean Penzer – Den Mörder trifft man am Buffet (Buffet froid)

1981
Néstor Almendros – Die letzte Metro (Le dernier métro)
- Pierre-William Glenn – Death Watch – Der gekaufte Tod (La mort en direct)
- Sacha Vierny – Mein Onkel aus Amerika (Mon oncle d’Amérique)
- Bernard Zitzermann – Die Bankiersfrau (La banquière)

1982
Philippe Rousselot – Diva
- Claude Agostini – Am Anfang war das Feuer (La guerre du feu)
- Bruno Nuytten – Das Verhör (Garde à vue)
- Jean Penzer – Malevil

1983
Henri Alekan – Eine Frau wie ein Fisch (La truite)
- Raoul Coutard – Passion
- Jean Penzer – Ein Zimmer in der Stadt (Une chambre en ville)
- Edmond Richard – Die Legion der Verdammten (Les misérables)

1984
Bruno Nuytten – Am Rande der Nacht (Tchao pantin)
- Ricardo Aronovich – Le Bal – Der Tanzpalast (Le bal)
- Pierre Lhomme – Das Auge (Mortelle randonnée)
- Philippe Rousselot – Der Mond in der Gosse (La lune dans le caniveau)

1985
Bruno de Keyzer – Ein Sonntag auf dem Lande (Un dimanche à la campagne)
- Pasqualino De Santis – Carmen
- Bruno Nuytten – Fort Saganne
- Sacha Vierny – Liebe bis in den Tod (L’amour à mort)

1986
Jean Penzer – Mörderischer Engel (On ne meurt que deux fois)
- Renato Berta – Rendez-Vous
- Pasqualino De Santis – Harem
- Carlo Varini – Subway

1987
Philippe Rousselot – Thérèse
- Jean-Yves Escoffier – Die Nacht ist jung (Mauvais sang)
- Bruno Nuytten – Jean Florette (Jean de Florette)
- Charles Van Damme – Mélo

1988
Renato Berta – Auf Wiedersehen, Kinder (Au revoir les enfants)
- Patrick Blossier – Miss Mona
- Willy Kurant – Die Sonne Satans (Sous le soleil de Satan)

1989
Pierre Lhomme – Camille Claudel
- Philippe Rousselot – Der Bär (L’ours)
- Carlo Varini – Im Rausch der Tiefe (Le grand bleu)

## 1990er-Jahre
1990
Yves Angelo – Nächtliches Indien (Nocturne indien)
- Bruno de Keyzer – Das Leben und nichts anderes (La vie et rien d’autre)
- Philippe Rousselot – Zu schön für Dich (Trop belle pour toi)

1991
Pierre Lhomme – Cyrano von Bergerac (Cyrano de Bergerac)
- Thierry Arbogast – Nikita
- Eduardo Serra – Der Mann der Friseuse (Le mari de la coiffeuse)

1992
Yves Angelo – Die siebente Saite (Tous les matins du monde)
- Gilles Henry und Emmanuel Machuel – Van Gogh
- Darius Khondji – Delicatessen

1993
François Catonné – Indochine
- Yves Angelo – L’accompagnatrice
- Yves Angelo – Ein Herz im Winter (Un cœur en hiver)
- Robert Fraisse – Der Liebhaber (L’amant)

1994
Yves Angelo – Germinal
- Renato Berta – Smoking / No Smoking
- Sławomir Idziak – Drei Farben: Blau (Trois couleurs: Bleu)

1995
Philippe Rousselot – Die Bartholomäusnacht (La reine Margot)
- Thierry Arbogast – Léon – Der Profi (Léon)
- Bernard Lutic – Die Auferstehung des Colonel Chabert (Colonel Chabert)

1996
Thierry Arbogast – Der Husar auf dem Dach (Le hussard sur le toit)
- Pierre Aïm – Hass (La haine)
- Darius Khondji – Die Stadt der verlorenen Kinder (La cité des enfants perdus)

1997
Thierry Machado, Hugues Ryffel, Claude Nuridsany und Marie Pérennou – Mikrokosmos – Das Volk der Gräser (Microcosmos, le peuple de l’herbe)
- Thierry Arbogast – Ridicule – Von der Lächerlichkeit des Scheins (Ridicule)
- Jean-Marie Dreujou – Launen eines Flusses (Les caprices d’un fleuve)

1998
Thierry Arbogast – Das fünfte Element (The Fifth Element)
- Benoît Delhomme – Artemisia
- Jean-François Robin – Duell der Degen (Le bossu)

1999
Éric Gautier – Wer mich liebt, nimmt den Zug (Ceux qui m’aiment prendront le train)
- Laurent Dailland – Place Vendôme
- Agnès Godard – Liebe das Leben (La vie rêvée des anges)

## 2000er-Jahre
2000
Eric Guichard und Jean-Paul Meurisse – Himalaya – Die Kindheit eines Karawanenführers (Himalaya – L’enfance d’un chef)
- Thierry Arbogast – Johanna von Orleans (The Messenger: The Story of Joan of Arc)
- Jean-Marie Dreujou – Die Frau auf der Brücke (La fille sur le pont)

2001
Agnès Godard – Der Fremdenlegionär (Beau travail)
- Thierry Arbogast – Die purpurnen Flüsse (Les rivières pourpres)
- Éric Gautier – Liebe Last Lust (Les destinées sentimentales)

2002
Tetsuo Nagata – Die Offizierskammer (La chambre des officiers)
- Bruno Delbonnel – Die fabelhafte Welt der Amélie (Le fabuleux destin d’Amélie Poulain)
- Mathieu Vadepied – Lippenbekenntnisse (Sur mes lèvres)

2003
Paweł Edelman – Der Pianist (The Pianist)
- Patrick Blossier – Der Stellvertreter (Amen)
- Jeanne Lapoirie – 8 Frauen (8 femmes)

2004
Thierry Arbogast – Bon Voyage
- Pierre Aïm – Monsieur N.
- Agnès Godard – Die Flüchtigen (Les égarés)

2005
Bruno Delbonnel – Mathilde – Eine große Liebe (Un long dimanche de fiançailles)
- Jean-Marie Dreujou – Zwei Brüder (Deux frères)
- Éric Gautier – Clean

2006
Stéphane Fontaine – Der wilde Schlag meines Herzens (De battre mon cœur s’est arrêté)
- Éric Gautier – Gabrielle – Liebe meines Lebens (Gabrielle)
- William Lubtchansky – Unruhestifter (Les amants réguliers)

2007
Julien Hirsch – Lady Chatterley
- Patrick Blossier – Tage des Ruhms (Indigènes)
- Éric Gautier – Herzen (Cœurs)
- Christophe Offenstein – Kein Sterbenswort (Ne le dis à personne)
- Guillaume Schiffman – OSS 117 – Der Spion, der sich liebte (OSS 117 – Le Caire nid d’espions)

2008
Tetsuo Nagata – La vie en rose (La môme)
- Yves Angelo – Le deuxième souffle
- Gérard de Battista – Ein Geheimnis (Un secret)
- Giovanni Fiore Coltellacci – Intimate Enemies – Der Feind in den eigenen Reihen (L'Ennemi intime)
- Janusz Kamiński – Schmetterling und Taucherglocke (La scaphandre et le papillon)

2009
Laurent Brunet – Séraphine
- Robert Gantz – Public Enemy No. 1 – Mordinstinkt (Mesrine: L’instinct de mort) und Public Enemy No. 1 – Todestrieb (Mesrine: L’ennemi public n°1)
- Éric Gautier – Ein Weihnachtsmärchen (Un conte de Noël)
- Agnès Godard – Home
- Tom Stern – Paris, Paris – Monsieur Pigoil auf dem Weg zum Glück (Faubourg 36)

## 2010er-Jahre
2010
Stéphane Fontaine – Ein Prophet (Un prophète)
- Christophe Beaucarne – Coco Chanel – Der Beginn einer Leidenschaft (Coco avant Chanel)
- Laurent Dailland – Welcome
- Éric Gautier – Vorsicht Sehnsucht (Les herbes folles)
- Glynn Speeckaert – Der Retter (À l’origine)

2011
Caroline Champetier – Von Menschen und Göttern (Des hommes et des dieux)
- Christophe Beaucarne – Tournée
- Paweł Edelman – Der Ghostwriter (The Ghost Writer)
- Bruno de Keyzer – Die Prinzessin von Montpensier (La princesse de Montpensier)
- Guillaume Schiffman – Gainsbourg – Der Mann, der die Frauen liebte (Gainsbourg (Vie héroïque))

2012
Guillaume Schiffman – The Artist
- Pierre Aïm – Poliezei (Polisse)
- Josée Deshaies – Haus der Sünde (L’apollonide (Souvenirs de la maison close))
- Julien Hirsch – Der Aufsteiger (L’exercice de l’état)
- Matieu Vadepied – Ziemlich beste Freunde (Intouchables)

2013
Romain Winding – Leb wohl, meine Königin! (Les adieux à la reine)
- Caroline Champetier – Holy Motors
- Stéphane Fontaine – Der Geschmack von Rost und Knochen (De rouille et d’os)
- Darius Khondji – Liebe (Amour)
- Guillaume Schiffman – Mademoiselle Populaire (Populaire)

2014
Thomas Hardmeier – Die Karte meiner Träume (L’extravagant voyage du jeune et prodigieux T. S. Spivet)
- Sofian El Fani – Blau ist eine warme Farbe (La vie d’Adèle – Chapitre 1 & 2)
- Jeanne Lapoirie – Michael Kohlhaas
- Mark Lee Ping-Bin – Renoir
- Claire Mathon – Der Fremde am See (L’inconnu du lac)

2015
Sofian El Fani – Timbuktu
- Christophe Beaucarne – Die Schöne und das Biest (La belle et la bête)
- Josée Deshaies – Saint Laurent
- Thomas Hardmeier – Yves Saint Laurent
- Yorick Le Saux – Die Wolken von Sils Maria

2016
Christophe Offenstein – Valley of Love – Tal der Liebe (Valley of Love)
- David Chizallet, Ersin Gök – Mustang
- Irina Lubtchansky – Meine goldenen Tage (Trois souvenirs de ma jeunesse)
- Éponine Momenceau – Dämonen und Wunder (Dheepan)
- Glynn Speeckaert – Madame Marguerite oder die Kunst der schiefen Töne (Marguerite)

2017
Pascal Marti – Frantz
- Christophe Beaucarne – Die Frau im Mond – Erinnerung an die Liebe (Mal de pierres)
- Caroline Champetier – Agnus Dei – Die Unschuldigen (Les innocentes)
- Guillaume Deffontaines – Die feine Gesellschaft (Ma loute)
- Stéphane Fontaine – Elle

2018
Vincent Mathias – Au revoir là-haut
- Christophe Beaucarne – Barbara
- Caroline Champetier – Die Wächterinnen (Les gardiennes)
- Jeanne Lapoirie – 120 BPM (120 battements par minute)
- Guillaume Schiffman – Le Redoutable (Le redoutable)

2019
Benoît Debie – The Sisters Brothers
- Laurent Desmet – Der Preis der Versuchung (Mademoiselle de Joncquières)
- Nathalie Durand – Nach dem Urteil (Jusqu’à la garde)
- Alexis Kavyrchine – Der Schmerz (La douleur)
- Laurent Tangy – Ein Becken voller Männer (Le grand bain)

## 2020er-Jahre
2020
Claire Mathon – Porträt einer jungen Frau in Flammen (Portrait de la jeune fille en feu)
- Nicolas Bolduc – Die schönste Zeit unseres Lebens (La belle époque)
- Paweł Edelman – Intrige (J’accuse)
- Irina Lubtchansky – Im Schatten von Roubaix (Roubaix, une lumière)
- Julien Poupard – Die Wütenden – Les Misérables (Les misérables)

2021
Alexis Kavyrchine – Was dein Herz dir sagt – Adieu ihr Idioten! (Adieu les cons)
- Hichame Alaouié – Sommer 85 '(Été 85)
- Simon Beaufils – Mein Liebhaber, der Esel & Ich (Antoinette dans les Cévennes)
- Laurent Desmet – Leichter gesagt als getan (Les choses qu’on dit, les choses qu’on fait)
- Antoine Parouty und Paul Guilhaume – Jugend (Adolescentes)

2022
Christophe Beaucarne – Verlorene Illusionen (Illusions perdues)
- Caroline Champetier – Annette
- Paul Guilhaume – Wo in Paris die Sonne aufgeht (Les Olympiades)
- Tom Harari – Onoda – 10.000 Nächte im Dschungel (Onoda, 10 000 nuits dans la jungle)
- Ruben Impens – Titane

2023
Artur Tort – Pacifiction (Pacifiction: Tourment sur les îles)
- Patrick Ghiringhelli – In der Nacht des 12. (La nuit du 12)
- Alexis Kavyrchine – Das Leben ein Tanz (En corps)
- Claire Mathon – Saint Omer
- Julien Poupard – Forever Young (Les Amandiers)

2024
David Cailley – Animalia (Le règne animal)
- Simon Beaufils – Anatomie eines Falls (Anatomie d’une chute)
- Nicolas Bolduc – Die drei Musketiere – D’Artagnan (Les Trois Mousquetaires: D’Artagnan) und Die drei Musketiere – Milady (Les Trois Mousquetaires: Milady)
- Patrick Ghiringhelli – Der Fall Goldman (Le procès Goldman)
- Jonathan Ricquebourg – Geliebte Köchin (La passion de Dodin Bouffant)

2025
Paul Guilhaume – Emilia Pérez
- Nicolas Bolduc – Der Graf von Monte Christo (Le Comte de Monte-Cristo)
- Tristan Galand – L’histoire de Souleymane
- Claire Mathon – Misericordia (Miséricorde)
- Laurent Tangy – L’amour ouf